# Skriptování na straně serveru
Skriptování na straně serveru je v informatice technologie, ve které je uživatelův požadavek vykonán webovým serverem. Technologie slouží k tvorbě dynamického obsahu webových stránek. Je obvykle použit k poskytnutí interaktivních webových stránek, které přistupují k databázím nebo jiným datovým úložištím. Tím se liší od skriptování na straně klienta, kde skripty jsou vykonávány přímo uživatelským prohlížečem (typicky v jazyce JavaScript). Hlavní výhodou skriptování na straně serveru je možnost přizpůsobení odpovědi serveru na uživatelské požadavky a dále pak ovlivnění přístupových práv nebo dotazů do datových úložišť.
Bezpečnostní výhodou je fakt, že obsah skriptu není nikdy odeslán do webového prohlížeče.
Když server obsluhuje data v klasickém stylu, například podle HTTP nebo FTP protokolu, mají uživatelé na výběr z velkého množství klientských programů (většina moderních web-prohlížečů mohou využít možnosti obou protokolů). V případě více speciálních požadavku mohou programátoři napsat svůj vlastní server, klientskou aplikaci a komunikační protokol, které mohou vzájemně propojit mezi sebou.
Používání programu, které běží na lokálním počítači uživatele (bez jakéhokoli posílaní či přijímání dat skrze počítačovou síť) není považováno za skriptování na straně klienta.

## Vysvětlení
V počátcích WWW bylo pro skriptování na straně serveru využíváno téměř výhradně kódu napsaného v jazyce C, Perlu, shellových skriptech a jejich kombinací, které byly souhrnně označovány označované jako CGI (Common Gateway Interface). Tyto skripty jsou prováděny operačním systémem a výsledek je jednoduše přeposlán zpět webovým serverem. Tyto a jiné on-line skriptovací jazyky jako ASP a PHP mohou být vykonávány přímo webovým serverem samotným pomoci rozšiřujících modulu (např. moduly mod_perl nebo mod_php) pro web server Apache. Skriptovací jazyky interpretované přímo serverem generují obvykle nižší zátěž serveru, protože je vynecháno volání externího interpretu.

## Příklady
Některé skriptovací jazyky pro skriptování na straně serveru:
- ANSI C
- ASP
- ColdFusion Markup Language (*.cfm)
- Java via JavaServer Pages (*.jsp)
- JavaScript using Server-side JavaScript (*.ssjs, *.js)
- Lua (*.lp *.op)
- Perl CGI (*.cgi, *.ipl, *.pl)
- PHP(*.php)
- Python (*.py)
- Ruby, např. Ruby on Rails (open source)
- SMX (*.smx)
- Lasso (*.lasso)
- WebDNA (*.dna,*.tpl)
- Progress WebSpeed (*.r,*.w)
- Node.js (*.js)